# Kerstmis van Poirot
Kerstmis van Poirot (of Kerst met Poirot) is een detective- en misdaadverhaal geschreven door Agatha Christie. Het werk verscheen initieel op 19 december 1938 onder de titel Hercule Poirot's Christmas en werd uitgegeven door de Britse Collins Crime Club. In de Verenigde Staten werd het werk in februari 1939 uitgegeven door Dodd, Mead and Company onder de titel Murder for Christmas. In 1947 bracht het Amerikaanse Avon Books het werk opnieuw uit onder de titel A Holiday for Murder. Een eerste Nederlandstalige versie verscheen in 1941 onder de titel Kerst-tragedie. In 1963 kwam een tweede Nederlandstalige versie op de markt onder de huidige titel.

## Verhaal
Simeon Lee nodigt zijn familie uit om kerst met hem te vieren. De familie is wantrouwig: Simeon heeft nooit veel belang gehecht aan zijn familie en daarnaast zijn er tussen de familieleden nogal wat strubbelingen. Harry, het zwarte schaap van de familie, en kleindochter Pilar, die tot nu toe niemand van de familie heeft ontmoet, zijn eveneens aanwezig. Er blijkt ook een onverwachte gast te zijn: Stephen Farr. Stephen is de zoon van Simeon zijn voormalige vennoot in de diamantmijn.
Plots hoort men in het huis meubels vallen gevolgd door een gil. Iedereen haast zich naar de kamer van Simeon welke op slot is. Na het inbeuken van de deur vinden ze Simeon. Zijn keel is overgesneden en hij ligt in een grote plas bloed. Daarop komt Superintendent Sugden de kamer binnen en ziet nog hoe Pilar Estravados iets rubber- en houtachtigs opneemt van de grond. Sugden eist deze twee voorwerpen op. Sugden verklaart dat hij een afspraak had met Simeon betreffende diamanten die uit zijn kluis werden gestolen. 
Hercule Poirot wordt ingeschakeld om de moord te onderzoeken wat niet eenvoudig blijkt te zijn omdat de kamer was afgesloten. Na een opmerking van de butler vermoedt Poirot dat er wellicht meer dan vier wettelijke kinderen zijn. Wanneer Pilar een ballon doet ontploffen, merkt ze op dat het eerder gevonden stukje rubber mogelijk ook van een ballon afkomstig is. Poirot waarschuwt haar omdat ze misschien meer weet dan ze zichzelf bewust is. Niet veel later wordt er een mislukte aanslag op haar gepleegd.
Poirot achterhaalt dat Sugden een buitenechtelijk kind is van Simeon en werd verwekt toen deze laatste in Afrika was. Sugden haatte de man die zijn moeder in de steek liet en is uit op wraak. De kleine onderdelen die Pilar vond, waren onderdelen van het moordwapen. De moord werd trouwens al gepleegd voordat het meubilair viel. Sugden verwisselde later de twee onderdelen en gaf iets anders aan Poirot.

## Adaptaties
Het verhaal werd in 1994 herwerkt voor een episode uit Agatha Christie's Poirot met David Suchet in de rol van Hercule Poirot. Deze adaptie volgt grotendeels het originele verhaal ondanks sommige personages werden geschrapt. Colonel Johnson werd bijvoorbeeld vervangen door Chief Inspector Japp. Stephen Farr is evenmin in het verhaal en zijn romantische interesse in Pilar werd overgenomen door de rol van Harry. Hilda en David Lee zijn ook niet in de aflevering te zien. Het karakter van David werd in de aflevering het karakter van Alfred, want David speelt in de aflevering niet mee.
Een andere kleine wijziging is dat Poirot ook een uitgenodigde gast is.
De Franse televisiezonder France 2 gebruikte het verhaal voor de vierdelige serie "Petits Meurtres en famille". In deze versie werd Poirot vervangen door twee andere onderzoekers.